# Viborg Kommune (1970–2006)
| Strukturdaten       | Strukturdaten  |
| ------------------- | -------------- |
| Sitz der Verwaltung | Viborg         |
| Fläche              | 312,54 km²     |
| Einwohner           | 44.505 (2006)  |
| Kommune seit 2007   | Viborg Kommune |

Viborg Kommune war bis Dezember 2006 eine dänische Kommune im damaligen Viborg Amt in Jütland. Seit Januar 2007 ist sie zusammen mit  den Kommunen Bjerringbro, Fjends, Karup, Møldrup und Tjele sowie dem Schuldistrikt Hvam der Gemeinde Aalestrup Teil der neuen Viborg Kommune.

## Entwicklung der Einwohnerzahl
Stichtag für die Angaben ist jeweils der 1. Januar.
| Entwicklung der Einwohnerzahl der Kommune Viborg |        |        |        |        |        |        |
| Jahr                                             | 1980   | 1985   | 1990   | 1995   | 2000   | 2005   |
| Einwohner                                        | 38.757 | 39.221 | 39.395 | 40.796 | 42.107 | 43.851 |

## Kirchspiele
Viborg Kommune wurde im Rahmen der Verwaltungsreform von 1970 neu gebildet und umfasste folgende Sogn:
- Almind Sogn
- Asmild Sogn
- Dollerup Sogn
- Finderup Sogn
- Fiskbæk Sogn
- Kvols Sogn
- Lysgård Sogn
- Ravnstrup Sogn
- Romlund Sogn
- Sønder Rind Sogn
- Søndre Sogn
- Tapdrup Sogn
- Tårup Sogn
- Vestervang Sogn
- Viborg Domsogn
- Vinkel Sogn
- Vorde Sogn